# 还珠格格角色列表
本页详尽介绍台湾作家琼瑶的著名作品《还珠格格》中的角色。
故事中的角色除乾隆帝、令妃、皇后、太后、永琪（五阿哥）、傅恒、鄂敏、纪晓岚、猛白、郎世寧及一些短期出镜的皇子女外，其餘皆為虛構人物。

## 主要角色

### 小燕子（還珠格格）
小燕子（第一、二部由趙薇饰演，第一部第17集片段配音魏晶琦，第一部第19集片段配音姚敏敏，香港配音周文瑛，第三部由黃奕饰演，國語配音蔣篤慧，香港配音劉惠雲），又称还珠格格、還珠郡主，本名方慈，性格活泼又非常叛逆，會點功夫，是一個在京城（北京）生活的穷苦孤兒。一次巧合，小燕子遇見夏紫薇，與她結拜為金蘭姊妹，后来由於一連串的誤會，小燕子被乾隆皇帝误当成他的私生女而被封作“還珠格格”，身世大白后被撤去格格封号，改封郡主，但仍被众人称作格格。古靈精怪的小燕子在皇宮中引發一系列啼笑皆非的趣事以及與皇后代表的傳統勢力的進行對抗。小燕子的歷史原型為愛新覺羅·永琪的嫡福晉西林覺羅氏。

### 夏紫薇
夏紫薇（第一、二部由林心如饰演，国语配音陳惠卿，第三部由馬伊琍饰演，香港配音曾秀清），又称紫薇格格、明珠格格、明珠固倫公主，與小燕子性格相对，是個典型的琴棋書畫無所不精、温婉嬌柔的才女。她是乾隆皇帝與她的母親——民间女子夏雨荷所生的私生女。入京尋父屢屢碰壁，卻在認識小燕子后命運發生改變。第一部中通过令妃成为小燕子的宫女。大结局因身世大白受封明珠格格，人称紫薇格格。曾一度因為備受寵愛的晴兒而有些嫉妒，後與其成為好友。儘管多次在皇宮內被刑求几度近乎丧命，甚至因亲戚被皇后收买作伪证而一度被认为假冒皇女判处死刑，仍然以德報怨最終獲得了皇后及太后的認可。夏紫薇的歷史原型為乾隆皇帝第四女和硕和嘉公主。

### 爱新觉罗·永琪 （五阿哥）
永琪（第一、二部由蘇有朋饰演，国语配音郭如舜，香港配音陳廷軒，第三部由古巨基饰演兼香港配音，國語配音康殿宏），乾隆的第五個皇子，母親愉妃在永琪童年時病死。永琪在故事中是乾隆皇帝最喜愛的兒子，他很有才氣，孝顺而且精通武功。永琪的优秀也引來繼皇后的妒忌，她希望自己的亲生儿子—十二阿哥永璂继承皇位。永琪与大臣福伦的兩個兒子—福爾康和福爾泰兄弟是挚友。由於在一次皇家狩獵中，无意中射傷了小燕子。小燕子受伤昏迷，而她身上又带有夏紫薇用以证明身世的书画，致使乾隆誤以为小燕子就是他的女兒。小燕子进皇宫後，永琪已喜愛上了她的率真和独特魅力。得知她不是自己的妹妹之後，便愛上了她，第三部為了拯救箫劍的性命被迫娶知畫為妻，被封为荣亲王，最終和小燕子離開皇宮前往雲南大理，捨棄宮廷生活與阿哥地位，乾隆也向知畫表示他生病去世。

### 福尔康
福爾康（由周杰饰演，香港配音雷霆）又稱福大爺，大臣福倫的長子，他英俊瀟灑、知書達禮、身手不凡，不過性格較為衝動暴躁。是乾隆的御前侍衛，也是大清駙馬，統領御林軍，17歲時就開始跟隨乾隆。尔康在一次巡遊中遇上了真正的皇女—紫薇，並從紫薇近乎失去理智的呼喊中聽出事情的蹊蹺，旋即帶紫薇回到府上，並悄悄地愛上了她。第二部中，由于皇太后最寵愛的晴格格出现，且尔康曾和晴兒亲密交往过，引起了紫薇的不安和嫉妒，但尔康對紫薇仍舊一如既往。第三部的故事发展中，尔康在清缅战争中受伤，為緬甸公主慕沙所俘。慕沙进而愛上他，為了不讓尔康離開自己，慕沙給尔康服用毒品銀珠粉。福爾康的歷史原型為一等忠勇公福隆安。

## 其他主角
以下角色大体以出场的顺序来排序，而角色介绍的内容包含了该角色在《还珠格格》第一部至第三部中的完整际遇。

### 第一部出场

#### 乾隆
乾隆皇帝（第一、二部由張鐵林饰演，第三部由狄龍饰演，第三部狄龍的國語配音為官志宏），被所有皇子與皇女称作皇阿瑪，以真实历史中清朝的乾隆皇帝為底本。如同歷史上真实的乾隆皇帝，故事中的乾隆也熱愛藝術和文学，其中最喜歡猜謎。在故事中，乾隆皇帝最宠爱的嫔妃是令妃即后来被追封的孝儀純皇后。 
18年前乾隆在济南大明湖认识了夏紫薇的娘夏雨荷，两人相爱。但由于政治关系，乾隆离开了雨荷，并答应三个月以内并接她回宫。雨荷因此怀了乾隆的孩子，夏紫薇。乾隆在一次皇家狩獵中初遇為帮助紫薇上陈身世的小燕子，小燕子被箭射中，被带入宫中，乾隆误认为小燕子为夏雨荷的女儿。又由於小燕子来自民间，有著平民的气息和性格，乾隆便被小燕子的性格所吸引。乾隆后又认识了真正的夏雨荷女儿紫薇，喜歡上紫薇的才智和勇敢，特别是在一次刺殺事件中，紫薇挺身保護乾隆而自己身负重伤。第一部《还珠格格》的故事情节发展到最后，乾隆终于知道了紫薇才是她的亲生女儿，经过一段曲折，他最後原諒了小燕子和紫薇的欺骗，仍願意作一個疼愛兒女的父親。
在第二部中，乾隆纳新疆公主含香为香妃乾，並一直想得到其芳心，却被香妃屡次拒绝，因为香妃在入宫之前已对自己的青梅竹马蒙丹倾心。为此，小燕子、紫薇等人协助香妃逃出皇宫，再加上皇后等人的挑拨离间，乾隆震怒，这时官员又找到夏家亲戚，后者称乾隆离开济南后一年多紫薇才出生，使乾隆认为紫薇并非亲女、一切皆是骗局，下令将两位格格斩首示众。两位格格被救出囚車、离开皇宫之后，乾隆深感宫中寂寞，亲自接两位格格回宫。皇后手下被捕后亦供出指使夏家亲戚作伪证。
在第三部中，乾隆在南巡的过程中结识了青楼女子夏盈盈，欲纳为妃子，受到众人反对，皇后血书纳谏、削发为尼，還因此被打入冷宮「靜心苑」（此地專門關著犯罪的娘娘、據傳先王就有一位娘娘在此自殺身亡）。后来，乾隆在得知小燕子和箫剑的杀父仇人是自己之后，下令重新审理当年的冤案，为小燕子生父昭雪，并同意小燕子和永琪离开皇宫，前往云南大理过著平民百姓的日子。14年後在爾康的陪同下來到大理，並與他們四人的兒女一同聚會（但未向永琪子女言明自己是他们的爷爷）。

#### 皇后
皇后（第一、二部由戴春荣饰演，第三部由姜黎黎饰演），繼皇后，由於失寵於乾隆皇帝，并執著與自己的親生獨子—十二阿哥永璂的大位之爭。對寵妃令妃、香妃以及五阿哥永琪一直非常妒忌。而當不守規矩并事事向她挑戰的小燕子、有才有貌的紫薇先後進入皇宮并得到了乾隆前所未有的寵愛之後變得尖刻殘忍。第一部大结局与紫薇言和，但第二部因令妃產下十五阿哥永琰（即嘉庆皇帝）而在容嬷嬷挑唆下为助永璂争储而利用太后回宫之机再次与令妃一党冲突，先後幾次試圖置兩位女主角與死地，最後當她被乾隆處刑時，紫薇、小燕子、永琪和爾康向乾隆皇帝求情，使她得以被拯救，皇后此时终于悔过自新，心地变得善良，她甚至还親手編織紫薇和小燕子的婚礼禮服。第三部中因為名妓夏盈盈與乾隆發生爭執被廢并打入冷宮「靜心苑」，從此不得再住坤寧宮，入住後還剃度出家，鐵了心再也不留戀皇后之位，這也算是開了大清皇后的先例。小燕子因永琪和知畫的婚禮傷心難過而暫居靜心苑時也向她表示這裡只要待個三天她就待不下去了。小燕子離宮前曾前往探視皇后並與她道別。最後在容嬤嬤的陪伴下重病而死，而乾隆真的如她所說趕來見了她最後一面。

#### 令妃
令妃（第一、二部由赵丽娟饰演，第三部由陈莉饰演），孝儀純皇后，嘉慶皇帝生母，她是乾隆最宠爱的妃子，可以說被乾隆引為知己，令妃也是個很受观众喜爱的角色。她为乾隆皇帝生有孩子，但却將小燕子和紫薇視為亲生女兒。她曾在乾隆因紫薇捨身相救而受其所動時向紫薇承認自己有些许妒忌，但仍向紫薇鄭重表達感激之意，且在知道紫薇是乾隆女兒時极力維護紫薇和小燕子。在整个故事中，她一直盡力幫助紫薇与小燕子度過种种难关与危险。乾隆一直对令妃宠爱有加，但在故事的第二部中令妃怀孕时，乾隆有些冷落她，轉為陪他的新妃子—含香（香妃）。雖然如此，令妃还是對乾隆矢志不渝。

#### 容嬷嬷
容嬤嬤（第一、二部由李明启饰演，第三部由乔琛饰演），是皇后忠心的奴婢，對皇后有著絕對忠誠心，她以真心效忠皇后，也是皇后的乳娘、等於她半個親娘，亦對皇后的親生獨子—十二阿哥永璂關懷有加。与皇后一樣，容嬷嬷也十分討厭小燕子和紫薇。她是一個十分冷酷无情的人，伤害他人时不会有一丝怜悯。在第二部初始，當皇后原本不想再傷害小燕子和紫薇的時候，容嬤嬤慫恿她要為自己儿子抢夺皇位继承权而繼續作恶，跟她們兩人結仇、心存怨恨，且想盡辦法要除去她們兩人，把用雪緞製成的布偶藏在漱芳齋床底下、買通紫薇的舅公舅婆、命令巴朗率領眾多殺手前往洛陽城外向小燕子一行人追殺等壞事皆為她所做。但容嬷嬷凡事為自己主子皇后著想的忠心，也許是她唯一的正面性格。跟皇后一樣，她最後改過向善並且得到小燕子等人的寬恕，第三部皇后被打入冷宮「靜心苑」後一直陪伴在她身邊，還表示她甚麼都沒有了、只有懺悔，小燕子等人送來的不只是東西還有溫暖、並跟她們磕頭謝恩，之後把她們趕出去並叫她們不要再出現。小燕子因永琪和知畫的婚禮傷心難過時暫時收留她並安慰。皇后重病而死後便也隨後自殺，追隨皇后的腳步而去。
值得一提的是，由于容嬷嬷的反面角色给观众留下极深印象，在《还珠格格》开播后的十几年中，网友经常以此角色作为恶搞的对象或调侃的素材。其中，“容嬷嬷就是当年大明湖畔的夏雨荷”，是较为出名的恶搞。在《中国达人秀》第五季第六期中，赵薇和苏有朋担任评委，有表演者演示了以《还珠格格》为恶搞内容的配音视频，其中亦有“容嬷嬷就是夏雨荷”的内容。

#### 金锁
金锁（第一、二部由范冰冰饰演，第一部第1、4集片段配音姚敏敏，第一部第12集片段配音魏晶琦），從小就沒有父母，是忠心于紫薇的贴身丫鬟，時时刻刻都為紫薇著想，稱呼紫薇為「小姐」，並不在乎自己。金锁起初不太喜歡小燕子，因為小燕子似乎淡化了她与紫薇的情谊更占用了紫薇的身份，但後來她开始欣賞小燕子的勇氣，从而改变了自己的偏见。她時时刻刻跟隨小姐紫薇，並与小燕子同甘共苦。當金锁与紫薇初入皇宮時，她们一起做宮女。紫薇护驾重伤时曾表示如自己不测则将金锁托付给尔康。第二部中，由于了解到福爾康不願娶自己為妾，金锁变得非常傷心。乾隆误以为受骗时认为金锁是唯命是从的从犯，判处流刑发配蒙古。后主角团集体逃亡时亦恰巧經過幸運被救下，浪跡天涯途中愛上了柳青，最后在南陽終於了解到自己也有權追尋屬於自己的幸福，不會一直永遠都是紫薇和爾康的附屬品，並隨即接受柳青的求婚、結為夫婦，回到北京後她就直接跟著柳家兄妹去会宾楼，從此不再跟著小燕子四人進皇宮。數日後的夜晚，会宾楼重新隆重開幕，她以会宾楼老板娘的身份為眾人服務。第三部雖未再出現，但爾康表示她已與柳青育有一子一女。

#### 柳青
柳青（第一、二部由陆诗雨饰演），是小燕子未入宫前关系最为真挚的两个朋友之一。他是一个典型的北京城平民百姓，雖然不如永琪或爾康那样文雅、有教養，但为人十分善良、樂於助人且真诚。柳青有時顯得魯莽，但那总是出於善意。柳青有很好的武功本领，並以此卖艺為生。雖然他和小燕子一起長大，但兩人的关系一直为纯洁的友誼。然而當柳青第一次見到紫薇时，他對紫薇却有些爱慕，但柳青知道自己比不上爾康，於是放棄了對紫薇的感情。故事中，柳青对于小燕子和她的朋友们有求必应，曾与永琪、福家兄弟一同劫狱救出小燕子、紫薇和金锁。第二部他和妹妹柳紅創立酒樓「會賓樓」，不料因為他和妹妹柳紅、蒙丹、簫劍假扮薩滿法師以及小燕子一夥人將香妃偷渡出宮等種種事件，讓會賓樓面臨被查封的命運，不過最終在金瑣的勸說下，乾隆決定請福倫派人拆掉封條並保證不再被查封，之後亦於重新開張的當晚在福倫陪同下前去祝賀。浪跡天涯期間在南陽与金锁相爱，並結為夫婦。第三部雖未再出現，但爾康表示他已與金锁育有一子一女。

#### 柳红
柳紅（第一、二部由陈莹饰演，第一部第1、4集片段配音陶敏嫻），柳青的妹妹，是小燕子入宮前的另一個要好知己。和哥哥柳青一樣，柳紅的武功本領也很高強，她常和柳青練武。有時候若柳青一時失去理智、變得衝動，柳紅會及時開導哥哥。柳紅也永遠都是盡己所能地幫助小燕子、紫薇、永琪還有爾康。第三部雖未再出現，但爾康表示她已嫁到天津。

#### 其他角色
夏雨荷
夏雨荷（由林心如饰演），18年前与乾隆在济南大明湖相识，两人相爱。在乾隆离开雨荷的数月，雨荷怀了乾隆的骨肉，后生下了夏紫薇。其實雨荷一直希望乾隆能夠回來見她，可惜等不到。最后雨荷病死，临终前告诉紫薇，要她去紫禁城寻找自己父亲——乾隆。后来乾隆自述因孝贤皇后去世及操心国家大事等原因而疏忽了接夏雨荷入宫。第三部乾隆南巡时率主角团对夏雨荷进行了拜祭。夏雨荷的歷史原型為乾隆的純惠皇貴妃蘇氏。
福尔泰
福尔泰（由陈志朋饰演，國語配音夏治世）又稱福二爺，大臣福倫的次子，福爾康的弟弟。如哥哥一样，爾泰也非常受到乾隆賞識。爾泰最初对小燕子有爱慕之情，但了解到小燕子与永琪已私定终身後，便主动放弃成全兩人。作为共同的朋友，當其他情侶（小燕子和永琪，紫薇和爾康）發生爭拗時，他經常为之调解。第一部最後，爾泰主動吸引塞婭公主，使她放弃对爾康的追求，从而帮助哥哥尔康避免了他所不愿的婚姻，最後与塞娅公主兩人相爱并结成夫妻，並入贅前往西藏。第二部據爾康表示他本來有意回來，可是由於賽婭已懷孕，導致時程因故延後。第三部據老佛爺表示他已成為西藏駙馬。福爾泰歷史原型為一等嘉永公福長安。
塞娅
赛娅公主（由张恒饰演）是西藏的公主，她隨著父親来到京城，為的是與大清皇室结为姻親。赛娅來到宫中后，她与小燕子之间常常互相较劲乃至争斗；事实上，她们两人的性格有不少相似之处，如不爱诗书，性格顽皮，爱好功夫并总爱动手动脚。賽婭最初因一場武功较量，而對爾康產生了興趣，但最後她选择了爾泰。第二部據爾康表示她已懷孕。
福伦
福伦（由温海波饰演），福爾康、福爾泰的父親，滿清大學士，與傅恒、鄂敏、纪晓岚並列為乾隆身邊的賢卿，常在爾康等人失去理智或毫無頭絮時提出建議幫助他們，也常和福晉維護在宮中大小事不斷的小燕子和紫薇。
福晋
福晋（由刘芳饰演），福伦的妻子，福爾康、福爾泰的母親，令妃的表姐。幫助紫薇、金锁以家中丫鬟的身份通過令妃的關係進入皇宮。
小鄧子 / 小卓子
小鄧子（第一、二部由薛严饰演，第三部由翟羽佳饰演）和小卓子（第一至三部分别由李楠、刘伟、张桐饰演）是服侍小燕子、紫薇兩人在漱芳齋的太監。小邓子因為姓「鄧」，故為小鄧子，有「小凳子」的意思。小卓子本姓「杜」，故為小杜子，但是因發音同小「肚」子，被小燕子笑到叫不出來，因此被小燕子賜姓「卓」，並改叫小卓子，有「小桌子」的意思。
明月 / 彩霞
明月（第一、二部由鱼梦洁饰演，第三部由龚艳饰演）和彩霞（第一至三部分别由刘芳毓、李冰俏、杜敏赫饰演），是服侍小燕子、紫薇兩人在漱芳齋的宮女。

### 第二部出场

#### 太后
太后（第二、三部由赵敏芬饰演），崇慶皇太后，是乾隆皇帝的母亲，大家都尊称她為「老佛爷」，性格保守，传统守旧，不喜欢标新立异，对各种宫中规矩要求严格。因为紫薇是皇帝的私生女，所以并不喜欢紫薇。至於小燕子生性顽皮、不守规矩，太后对于小燕子更是厌恶。另一方面，她十分宠爱自己抚养大的晴儿，对儿子乾隆皇帝也十分关心。由于晴儿心中喜欢尔康，曾經想破掉紫薇与尔康两人的婚约，而让尔康娶晴儿为妻；她还想让五阿哥永琪娶一个比之小燕子更符合皇室传统的妻子。非常喜欢并信任皇后，但她其实并不知道皇后的真正本性。由於这个原因，皇后利用其信任，製造各种机会努力造成她对小燕子和紫薇的厌恶。自然地，因为皇后的设计——在她面前造成小燕子与紫薇违反宫中规矩的景象，也便时常处罚小燕子与紫薇，更因布娃娃事件以为她们要谋害皇帝而将她们下狱甚至对紫薇用夹手指之刑。自從小燕子與紫薇正式結束浪跡天涯之旅回宮後，她也不會再像以前一樣那麼難纏了。最后皇后的恶行终遭败露，而小燕子与紫薇她们却为皇后求情，太后真正才了解了小燕子与紫薇，并真心地把她们当作孙女看待。
在第三部中，她派人去查小燕子和箫剑的身世，发现两人的杀父仇人很可能是乾隆皇帝，因此对两人警惕监视。后来，也利用此秘密迫使永琪娶知画为福晋。发觉晴儿和箫剑的恋情之后，更是百般阻挠。最后，晴儿决定离开皇宫，依依惜别之际，太后终于释怀，终于明白各自有各自的坚持，個人无法强求。
2012年后，以雍正帝后宫为题材的电视剧《后宫甄嬛传》大热，观众据此将数部原型人物相关的清宫剧串联起来。将《后宫甄嬛传》视为《还珠格格》的前传、太后就是老年甄嬛，但甄嬛只是以崇慶皇太后为原型创造出来的人物，而绝对不是崇慶皇太后本人。

#### 晴儿
晴儿（第二、三部由王艳饰演），宫中称晴格格，乾隆皇帝的侄女。父亲愉亲王十年前战死沙场，母亲福晋则选择了殉情。太后（老佛爷）把她当做自己的孙女儿抚养长大。晴儿懂规矩、漂亮、聪颖，而且讲话总会讨人喜欢，很受老佛爺喜愛。晴儿曾与尔康有过一段朦胧的感情，但当她随老佛爺从五台山拜佛回宫时，尔康已与紫薇互定终身了，而她则选择退让并成就紫薇和尔康。她常常私底下帮助紫薇和小燕子渡过难关，更和两位格格成了朋友。
第二部末尾，晴儿与箫剑一见钟情，并在第三部中彼此进行私密的苦恋。当秘密被揭穿之后，晴儿与箫剑、小燕子、永琪决定永远离开皇宫，隱居雲南大理。
清宫历史上，乾隆朝之前，以亲王之女身份、收养于宫中的有和碩安親王岳樂之女和硕柔嘉公主、愉郡王胤禑第五女二人。2012年后，除将《后宫甄嬛传》视为《还珠格格》前传、太后就是老年甄嬛外，还依《后宫甄嬛传》中情节，解释太后喜欢晴儿的原因，指晴儿实际是太后的亲孙女，而乾隆帝、紫薇父女与太后却没有血缘关系。

#### 箫剑
箫剑（第二部由朱宏嘉饰演，第三部由黄晓明饰演，國語配音夏治世），本名方严，是小燕子的亲哥哥，也是一名江湖俠客。第一次与小燕子相遇是在柳家兄妹开的会宾楼里。他身上总带有两样物品——一把箫、一把剑——与他的名字一样。起初，他装作不会一点功夫以避免小燕子要与他争斗，但后来为了救小燕子与紫薇于危难之中，他使出自己的武功本领，在第二部的后期，指出他是小燕子失散多年的哥哥，曾想立刻帶她到雲南大理，但由於小燕子的訴求而暫時先跟她回北京。之后于小燕子与紫薇的婚礼上，与晴儿一见钟情。
第三部中，与晴儿苦恋，并在杀父仇人的秘密被老佛爺得知之后，受到威胁。逃到雲南大理並化名「百夷人」，還与永琪、尔康共同参加清缅战争。尔康失踪后，调查尔康的下落。最后在与乾隆皇帝的恩怨化解之后，同小燕子、永琪和晴儿离开皇宫，隐居云南大理。

#### 其他角色
含香（香妃）
含香公主（由刘丹饰演），新疆回部首领的女儿，她的父亲即是回部的阿里和卓，含香被父亲带来到京城，希望利用她与清朝缔造盟友：含香因为其与生具来的体香而显的非常独特，被自己的父亲阿里和卓作为特殊的礼物送给乾隆皇帝。乾隆帝被含香的美貌与香味深深迷住，欢喜地将含香封为自己的妃子—香妃。虽然得到皇帝的宠爱，但含香的心里却只有青梅竹马的爱人蒙丹。她对皇宫的抵触情绪以及对乾隆帝所给宠爱的拒绝最后讓小燕子四人陷入了極大的危机，也将《还珠格格》的故事推向了一个高潮。
蒙丹（麦尔丹）
蒙丹（由牟凤彬饰演），含香在家乡回疆的爱人。童年时即已爱上含香、因此為她的青梅竹馬，然而由于阿里和卓的反對，不得不私奔。虽然他们曾私奔过七次，却因阿里和卓的阻撓而从未成功。到北京后于小燕子发生摩擦旋即与众人认识，并被小燕子拜为师父。后来依靠小燕子一行人的帮助，使得有情人终成眷属，最後告別小燕子等人前往雲南大理。但於第三部中，永琪等人抵達大理時已經沒有兩人的消息，推斷兩人可能已經回去他們的家鄉回疆。蒙丹的歷史原型為霍集占。

### 第三部出场

#### 陈知画
知画（由秦岚饰演），名字来自她的绘画才能。海宁陈家的小女儿，一个与皇家有说不清牵连的家族，父親名叫陳邦直。太后因为想让五阿哥永琪有个更能照顾他且能为他生孩子的妻子，就将知画许配给永琪。虽然永琪最初并不想娶知畫，但他在萧剑的生命有危险的状况下最后勉强同意了纳知画为妾。知画后来怀了永琪的孩子，名叫綿億，但是永琪却在最後与小燕子一起离开了皇宫。而她也是個死心眼的人，永琪離開的三年後，乾隆便作主，把她許配給蒙古小王爺費安揚，然而她說什麼都不肯，連其父母進京勸說也一樣，就這樣帶著綿億守著景陽宮過日子，母子兩人相依為命，不過幸好的是綿億是個優秀的孩子。另外據爾康表示，她和紫薇已成閨中密友，經常到學士府作客，綿億也更是經常住在學士府，使得學士府的氣氛是熱鬧加熱鬧。陳知畫的歷史原型為愛新覺羅·永琪側福晉索綽絡氏。

#### 慕沙
慕沙（由刘涛饰演），缅甸八公主、為緬甸王猛白的第八個女兒，在清缅战争上，她与尔康初识。很快就爱上了尔康，趁着尔康受伤的机会，她将尔康带到缅甸疗伤。然而，她故意使尔康吸食银珠粉（海洛因）上瘾，以此让尔康留在自己身边，阻隔他与紫薇。最后，当慕沙发现了尔康与紫薇间那难以割舍的真爱，她终于醒悟并放尔康离开，使尔康与紫薇团聚，並回到緬甸去。

#### 其他角色
夏盈盈
夏盈盈（由蒋勤勤饰演），青楼女子，乾隆皇帝在下江南的旅途中遇到了她。由于动人的歌声和琴艺被乾隆认为是夏雨荷的前世今生。遇到夏盈盈后，乾隆皇帝被她的魅力与气质迷住，但因为夏盈盈的低贱身份，老佛爺、皇后乃至紫薇和小燕子均反对乾隆带她入宫，然而夏盈盈本身也反對，在本人及其他親人的反對下乾隆只好放棄帶她入宮，之後未再出现。

## 主要演员与配音演员表
| 角色           | 演員           | 演員           | 演員   | 粤配                                          |
| 角色           | 第一部         | 第二部         | 第三部 | 粤配                                          |
| 小燕子（方慈） | 赵薇           | 赵薇           | 黄奕   | 周文瑛（S1-S2、S3影碟） 刘惠云（S3） 鄭麗麗   |
| 夏紫薇         | 林心如         | 林心如         | 马伊琍 | 曾秀清（S1-S3） 朱妙蘭（S3影碟）              |
| 福尔康         | 周杰           | 周杰           | 周杰   | 雷霆（S1-S3） 羅偉傑（S3影碟）                |
| 永琪           | 苏有朋         | 苏有朋         | 古巨基 | 陳廷軒（S1-S2） 原声（S3） 蘇強文             |
| 乾隆           | 張鐵林         | 張鐵林         | 狄龍   | 陳旭明（S1-S2） 原声（S3）                    |
| 皇后           | 戴春榮         | 戴春榮         | 姜黎黎 | 姜麗儀（S1-S2） 蔡惠萍（S3） 羅嘉玲（S3影碟） |
| 令妃           | 趙麗娟（娟子） | 趙麗娟（娟子） | 陈莉   | 譚淑嫻（S1-S2） 沈小蘭（S3）                  |
| 容嬤嬤         | 李明启         | 李明启         | 喬琛   | 徐愛貞（S1-S2） 林丹鳳（S3） 朱妙蘭（S3影碟） |
| 桂嬤嬤         |                | 翟月荣         | 周桂云 | 盧素娟（S3）                                  |
| 金锁           | 范冰冰         | 范冰冰         | -      | 吳小藝（S1-S2） 劉惠雲                        |
| 柳青           | 陸詩雨         | 陸詩雨         | -      | 李家輝（S1-S2）                               |
| 柳紅           | 陈莹           | 陈莹           | -      | 黃玉娟（S1-S2）                               |
| 太后           | -              | 赵敏芬         | 赵敏芬 | 譚淑英（S2） 黃鳳英（S3） 黃玉娟（S3影碟）    |
| 簫劍（方嚴）   | -              | 朱宏嘉         | 黃曉明 | 黃志成（S2） 蘇強文（S3） 陳廷軒（S3影碟）    |
| 晴兒           | -              | 王艳           | 王艳   | 劉惠雲（S2） 林元春（S3）                     |
| 福爾泰         | 陳志朋         | -              | -      | 陳志強（S1）                                  |
| 賽婭           | 张恒           | -              | -      | 龍德瓊（S1）                                  |
| 夏雨荷         | 林心如         | -              | -      | 曾秀清（S1）                                  |
| 福倫           | 溫海波         | 溫海波         | 溫海波 | 黃志明（S1-S2） 林國雄（S3）                  |
| 福晉           | 劉芳           | 劉芳           | 劉芳   | 譚淑英（S1-S2） 袁淑珍（S3）                  |
| 含香           | -              | 劉丹           | -      | 程文意（S2）                                  |
| 蒙丹           | -              | 牟凤彬         | -      | 梁志達（S2）                                  |
| 夏盈盈         | -              | -              | 蔣勤勤 | 黃麗芳（S3）                                  |
| 陈知画         | -              | -              | 秦嵐   | 陸惠玲（S3）                                  |
| 慕沙           | -              | -              | 劉濤   | 梁少霞（S3） 黃玉娟（S3影碟）                 |
| 猛白           | -              | -              | 臧金生 | 陳永信（S3） 黃志明（S3影碟）                 |
| 小鄧子         | 薛嚴           | 薛嚴           | 翟羽佳 | 陳卓智（S3）                                  |
| 小卓子         | 李楠           | 刘伟           | 张桐   | 梁偉德（S3）                                  |
| 明月           | 魚夢潔         | 魚夢潔         | 龚艳   | 姜麗儀（S1-S2） 鄭麗麗（S3） 黃玉娟（S3影碟） |
| 彩霞           | 劉芳毓         | 李冰俏         | 杜敏赫 | 黃玉娟（S1-S2） 梁少霞（S3）                  |

## 次要角色演员表
| 角色     | 演员              | 关係/介绍 | 出场       | 粤配                          |
| 梁廷桂   | 劉偉              | 北京城內的貪官，被稱為「梁貪官」，居住太常寺。因為兒子喜事幾乎將近一個月不上衙門。在故事開頭，小燕子偽裝成新娘潛入他家，其實是因為新娘根本不想嫁給他兒子、在小燕子大鬧他家之後新娘成功脫逃，從此也與小燕子、紫薇等人結下樑子。之後在皇后的指使下把關到宗人府的小燕子三人處以私刑（剛開始並不認得她們，由於小燕子揭發他把人家閨女搶去當媳婦、又把新娘子弄丟一事才使得他想起來），那就是在他所寫的三張供狀上面畫押認罪（本文：小女子夏紫薇、小燕子、金瑣三人串通了福倫大學士以及令妃娘娘混進皇宮假冒格格預備趁皇上不備之時謀刺皇上），雖然紫薇答應他畫押、不過卻寫了「大狗屁」三個字，結果使得她們的下場更加悽慘，接著永琪、爾康、爾泰等人前來拯救她們，小燕子也趁機對他復仇、用劍將他刺傷，但是由於紫薇與金瑣已經不支倒地，因此停止爭鬥並盡速逃亡。之後三人回到皇宮，小燕子也給乾隆看看她們三人的傷勢、於是命令傅恆把他帶來同時審問，最後罪行的證據被紀曉嵐給乾隆過目，乾隆也命令傅恆把他斬首抄家。第二部短暫被爾康提起。 | 第一部     |                               |
| 小桂子   |                   | 永琪近身太監。 | 第一部     |                               |
| 小顺子   |                   | 永琪近身太监 | 第一部     |                               |
| 纪晓岚   | 劉丹              | 大臣 | 第一部     |                               |
| 傅恒     | 张巍              | 大臣 | 第一部     | 林保全（S3） 黃志明（S3影碟） |
| 鄂敏     | 游龍 伍松（替身） | 大臣，與紀曉嵐、傅恆、福倫同為乾隆身邊的賢卿。 | 第一部     |                               |
| 胡太医   | 马兆刚 陈强       | 太医 | 第一部     |                               |
| 赛威     | 苗海忠            | 皇后手下，對皇后及容嬤嬤忠心耿耿，多次對小燕子等人下毒手。 | 第一、二部 |                               |
| 賽广     | 朱景隆            | 皇后手下，對皇后及容嬤嬤忠心耿耿，多次對小燕子等人下毒手。 | 第一、二部 |                               |
| 高远     |                   | 福尔康下属、漱芳斋护卫→墓陵守卫 在于第二部中因小燕子紫薇被陷害涉嫌巫蛊事件后被福尔康打发去墓陵，第三部參與秘密潛入緬甸，營救爾康的行動。 |            |                               |
| 高达     |                   | 福尔康下属、漱芳斋护卫→墓陵守卫 在于第二部中因小燕子紫薇被陷害涉嫌巫蛊事件后被福尔康打发去墓陵，第三部參與秘密潛入緬甸，營救爾康的行動。 |            |                               |
| 巴勒奔   | 王奕              | 西藏王，性格直來直往，帶女兒入京與乾隆和親選駙馬，跟傳統的中國皇室相比他認為兒子跟女兒都是一樣的好，曾對乾隆只帶王公子弟前來迎接他感到不解。 | 第一部     |                               |
| 罗文良   |                   | 本劇並未出場。乾隆一行人微服出巡時耳聞的一位貪官，終日魚肉鄉民，外號「羅不良」，後來被福倫撤除官位，梁廷桂正是他的表親。 | 第一部     |                               |
| 丁大人   |                   | 幫助永琪掃蕩、逮捕羅文良黨羽的地方官。 | 第一部     |                               |
| 齐志高   |                   | 二十岁的乞丐，因接绣球娶到富家千金杜若兰。杜老爷本欲反悔但在乾隆帝一行既干预又赠钱后欣然接受。 | 第一部     |                               |
| 王石頭   |                   | 出現于第17集，在山野裏面被拿長棍的老人，另一位是其孫女翠妞，他一個被壞人打中了頭部受損，小燕子因而想救了這班人。和藹可親，他是一個有公德及善良的老人。 | 第一部     |                               |
| 翠妞     |                   | 出現于第17集，在山野裏面而恩將仇報求親的人，而且爾泰要求迅速地阻止盜贼打傷王石頭頭部。有仁慈及和藹可親的爹娘。 | 第一部     |                               |
| 采莲     | 杨东              | 卖身葬父的少女。永琪与其同乘一马引发了小燕子的醋意。 | 第一部     |                               |
| 老铁     |                   | | 第一部     |                               |
| 杜若兰   | 郑佳欣            | 二十二岁抛绣球招亲的富家千金，最后嫁给齐志高。 | 第一部     |                               |
| 朗卡     |                   | 西藏高手。比武中战胜赛威、赛广但被福尔康所败。 | 第一部     |                               |
| 鲁加     |                   | 西藏高手。比武中被福尔康所败。 | 第一部     |                               |
| 班九     |                   | 西藏高手。比武中被福尔康所败。 | 第一部     |                               |
| 小豆子   |                   | 大雜院的小孩。 | 第一、二部 |                               |
| 大宝     |                   | 大雜院的小孩。 | 第一、二部 |                               |
| 二毛     |                   | 大雜院的小孩。 | 第一、二部 |                               |
| 傻丫头   |                   | 大雜院的小孩。 | 第一、二部 |                               |
| 雀丫头   |                   | 大雜院的小孩。 | 第一、二部 |                               |
| 阿里和卓 | 尹伟              | 回疆王，極力反對含香與蒙丹的愛情。將視為國寶的香公主獻給乾隆為妃和親。 | 第二部     |                               |
| 永璂     | 紹聰              | 十二阿哥 乾隆的第十二個皇子，皇后的親生兒子。由於他有一位可怕的母親，使的別人都躲著他不與他遊戲，除了小燕子、紫薇都很願意和他玩，讓他很高興，因此在小燕子、紫薇犯下滔天大禍時還為她們求情。其後皇后、容嬤嬤的罪行東窗事發要被乾隆下令斬首時，敵不過親情的向乾隆求情，希望也能夠放了她們兩人。 第三部未再出現仅在对白提及。 | 第二部     | 黃玉娟（S2）                  |
| 李德勝   |                   | 朝廷的大臣，在小燕子一行人逃亡時，受乾隆之託，與另一位大臣祝祥暗中尋訪要找回小燕子他們，帶他們回皇宮。但是小燕子等人不這麼認為，因為他曾用魚網網住小燕子並關起來，第二次找到他們時被小燕子等人潑了染布用顏料桶。之後乾隆接受令妃的建議派遣爾康的爸爸福倫找回他們，旗下的人馬也全都由福倫統籌規劃，他則以傳令官的身分向乾隆稟報小燕子等人的現況。 | 第二部     |                               |
| 杜老闆   | 徐福來            | 翰軒棋社的老闆，外號「笑面虎」，武功高強、棋藝也相當強，在小燕子由於學識不夠而負氣出宮後、她因此剛好來到這間棋社、杜老闆刚开始以不接待女客为由让小燕子离开，但小燕子拿出钱来时又同意其下棋，然而在他跟小燕子下棋結果三回合都勝利時，小燕子卻開始大鬧並嚇跑客人，不料他卻以比她高強的武功擊敗她並將她囚禁。最後被逃跑成功的小燕子帶來眾人（永琪、爾康、蒙丹、柳青與柳紅）報仇，他們也將所有的員工叫出來、兩方人馬大打一場，但是永琪等人的武功遠遠超越於他們，結果遭逮。其後被乾隆下令發配到邊疆去做礦工（其實乾隆本想把他們問斬、但由於下個月適逢老佛爺過壽因而決定饒他們不死），在繞行的街道上受到曾被他迫害的眾人砸東西報復（小燕子曾表示要用鐵鍊子拖著他們去遊街，而乾隆也因此下令讓他們遊街示眾、繞行北京城一圈）。兩人後來在小燕子與紫薇被帶往法場時被某位婦人提起，因為她正是翰軒棋社的受害家屬之一，她率領所有的受害家屬並代表發言、感謝小燕子為他們除害。                                                         | 第二部     |                               |
| 杜老闆娘 | 王虹              | 翰軒棋社的老闆娘，武功高強，在囚禁小燕子期間經常虐待她、還黑白不分給她喝餿水，并數次抓住嘗試逃跑的她。最後被逃跑成功的小燕子帶來眾人（永琪、爾康、蒙丹、柳青與柳紅）報仇，他們也將所有的員工叫出來、兩方人馬大打一場，但是永琪等人的武功遠遠超越於他們，結果遭逮。其後被乾隆判處發配邊疆去做礦工（其實乾隆本想問斬、但由於下個月適逢老佛爺過壽因而決定饒他們不死），在繞行的街道上受到曾被他迫害的眾人砸東西報復（小燕子曾表示要用鐵鍊子拖著他們去遊街，而乾隆也因此下令讓他們遊街示眾、繞行北京城一圈）。兩人後來在小燕子與紫薇被帶往法場時被某位婦人提起，因為她正是翰軒棋社的受害家屬之一，她率領所有的受害家屬並代表發言、感謝小燕子為他們除害。 | 第二部     |                               |
| 方式舟   | 周中和            | 小燕子及簫劍父親方之航的堂兄弟，亦是小燕子及簫劍所尋找的真正殺父仇人。於任職守備時寫了密摺陷害方之航，害得方之航一家慘遭劫難，其後在刑部隱藏身份。直到第三部故事時期已擔任山東巡撫，但為了掩飾自己貪汙朝廷的賑災糧食及資金一事，故此特別「重肅」了乾隆等人沿途經過的城鎮村落，並抓住手下們的把柄以誅九族的代價威脅手下們效忠他，因此於乾隆抵達濟南以及祭拜夏雨荷墳墓時多次殺人滅口或試圖抓住欲告發他罪狀的人。直到乾隆於災區親身感受災情的嚴峻後帶著手下及家眷逃跑，但遭到小燕子等人追捕歸案並押到乾隆面前，最後被乾隆問斬並於憤怒的山東百姓們見證下就地正法。第三部故事後期乾隆向小燕子及簫劍等人交代方之航慘死背後的真相時再次被提起並終獲證實其真正殺父仇人身份，故此兩兄妹其實早就在山東為父親報仇雪恨了。 | 第三部     | 陳欣（S3）                    |

## 备注
1. ↑  《后宫甄嬛传》中，弘历（乾隆帝）是雍正帝与李金桂之子。甄嬛冒用他的生母身份回到后宫。而她与果郡王允禮生育的一对龙凤胎，则冒认雍正帝为父。龙凤胎中的儿子——弘曕在弘历继位后，为免新帝猜忌，甄嬛安排过继于允禮。